# Xian de Huize
Le xian de Huize (会泽县 ; pinyin : Huìzé Xiàn) est un district administratif de la province du Yunnan en Chine. Il est placé sous la juridiction de la ville-préfecture de Qujing.

## Démographie
La population du district était de 872 361 habitants en 1999.